# Lazarus You Heung-sik
Lazarus You Heung-sik, eller Lazzaro, född 17 november 1951 i Nonsan i provinsen Södra Chungcheong, är en sydkoreansk kardinal i Romersk-katolska kyrkan.
Yous far försvann under Koreakriget och han kom därför att växa upp utan en far. Som tonåring konverterade han till katolicismen. You hör till Focolare-rörelsen och prästvigdes 1979.
You utsågs 2021 till prefekt för kongregationen för prästerskapet och blev därmed den första sydkoreanen att leda en avdelning inom den romerska kurian. Ett år senare, 2022, upphöjdes han till kardinal av påve Franciskus.